# 傑伊異鮰
傑伊異鮰（学名：Aspidoparia jaya）为輻鰭魚綱鯉形目鲤科的一個種，分布於亞洲印度、尼泊爾、孟加拉及阿富汗，本魚體狹長，銀白色，背部顏色略深且帶青色，尾鰭深叉，眼大，側線明顯，體長可達15公分，棲息在平緣或多山的溪流或湖泊，可做為食用魚。